# Heysham
Heysham is een kustplaats aan de noordwestkust van Engeland, nabij Lancaster in het graafschap Lancashire. De bebouwde kern telt ongeveer 6500 inwoners. Samen met de landelijke gebieden rond de kern is het inwonertal ongeveer 16.000.

## Haven
De plaats beschikt over een relatief kleine haven, gelegen aan de Morecambe Bay. Heysham Port of Heysham Harbour beschikt over roro-faciliteiten, offshore-faciliteiten, en een kade voor het laden en lossen van algemene lading. Vanuit de haven wordt vrachtverkeer verzorgd naar en van Ierland. Er wordt een veerverbinding onderhouden naar het eiland Man. De havenmonding is dermate nauw dat dit gevreesde 'gat' als de 'ultieme uitdaging' door kapiteins van veerboten wordt beschouwd. 

Nabij de haven is een elektriciteitscentrale gelegen.

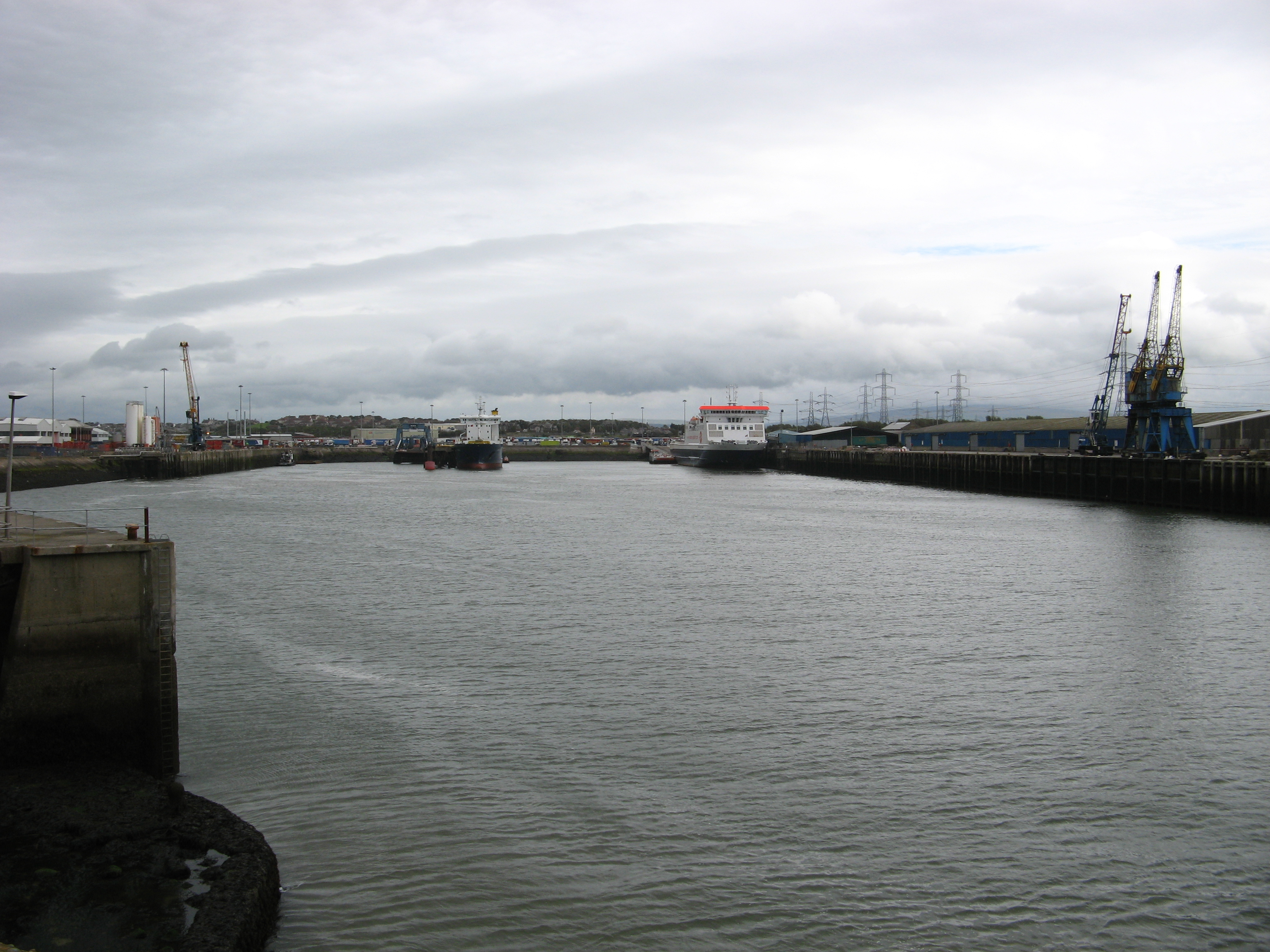
Haven